# Семендяєв Костянтин Адольфович
Костянтин Адольфович Семендяєв (англ. Konstantin Semendyayev; нар. 9 грудня 1908, Сімферополь — пом. 15 листопада 1988, Москва) — радянський вчений в галузі прикладної математики, один з керівників математичних розрахунків для радянського атомного проєкту, доктор фізико-математичних наук, професор. Лауреат Ленінської премії.

## Життєпис
Народився у міщанській родині, батьки — Адольф Самойлович Рівкин, виходець з міста Могильов, та Олена Федорівна Семендяєва, уродженка міста Опочка, були службовцями. Костянтин був єдиною дитиною у сім'ї. Батько помер 1943 року. Бабуся (мати батька) в 1922 році емігрувала до США до синів Ісака та Залмана (дядьків Костянтина), які виїхали туди ще в 1910 році, і жила в Чикаго.
Закінчивши середню школу в Сімферополі, в 1925 році Костянтин вступив до Сімферопольського педагогічного інституту, з якого через рік перевівся в МГУ.
У 1929 році закінчив фізико-математичний факультет МГУ, однокурсниками були Л. С. Понтрягін, Л. І. Сєдов. З 1929 року, ще студентом, почав викладати в середній школі, з 1931 року викладав і в різних вишах Москви.
З 1931 по 1936 рік — співробітник Інституту математики та механіки при МГУ.
З 1936 року завідувач кабінетом математичних приладів у Математичному інституті ім. В. А. Стеклова АН СРСР (МІАН). Під час Німецько-радянської війни — в евакуації з Інститутом у Казані.
З 1946 по 1953 рік — завідувач розрахунковим бюро МІАН. Зі створенням в МІАН Відділення прикладної математики (1953) бюро було перетворено на відділ «Газодинаміки». Під керівництвом Семендяєва було розроблено та впроваджено у практику методики балістичних розрахунків, машинізації астрономічних та інших обчислень.
З серпня 1961 року — заступник директора з науки Інституту прикладної математики АН СРСР.
У вересні 1963 року перейшов працювати у Гідрометцентр СРСР, на посаду начальника лабораторії програмування гідрометеорологічних завдань.
Член редколегії видання «Журнал обчислювальної математики та математичної фізики» з моменту його заснування (1961).

## Наукові інтереси
Один із авторів методу характеристик для розрахунку завдань одновимірної газової динаміки (аеродинаміки).

## Визнання
- Три ордени Леніна (1956, 1955, 1949);
- Орден Трудового Червоного Прапора (19.09.1953);
- Медаль «В ознаменування 100-річчя з дня народження Володимира Ілліча Леніна»;
- інші медалі;
- Ленінська премія;
- Сталінська премія першого ступеня «за розрахунково-теоретичні роботи з виробу РДС-6с та РДС-5» (31.12.1953);
- Сталінська премія першого ступеня «за видатні наукові роботи в галузі використання атомної енергії, за створення нових видів виробів РДС, досягнення в галузі виробництва плутонію та урану-235…» (6.12.1951);
- Сталінська премія другого ступеня «за видатні наукові відкриття та технічні досягнення щодо використання атомної енергії» (29.10.1949);

## Публікації
- With Bronshtein: "Handbook of Mathematics for Engineers and Students of Technical Universities" (Справочник по математике для инженеров и учащихся втузов[en]), Moscow, 1945
  - Справочник по математике для инженеров и учащихся втузов[sl] (соавтор: И. Н. Бронштейн) 2009, 608 с. [перевидання]
- Семендяев К. А. Счётная линейка. — 11-е изд. — М. : Физматгиз, 1960. — 48 с.

## Цікаві випадки
Дивлячись на велику таблицю цифр, Костянтин Адольфович міг одразу сказати: «Ось тут помилка. Потрібно перерахувати».
Складні алгебраїчні перетворення виконали три різних персони, але результат не збігався з очікуваним. Я. Б. Зельдович вирішив, що отримано новий ефект, але К. А. Семендяєв одразу сказав, що це помилка. І. М. Гельфанд вимагав визнання, що автори розрахунків списали один в одного, але виявилося, що всі троє незалежно помилилися в тому самому місці.